# Totatiche

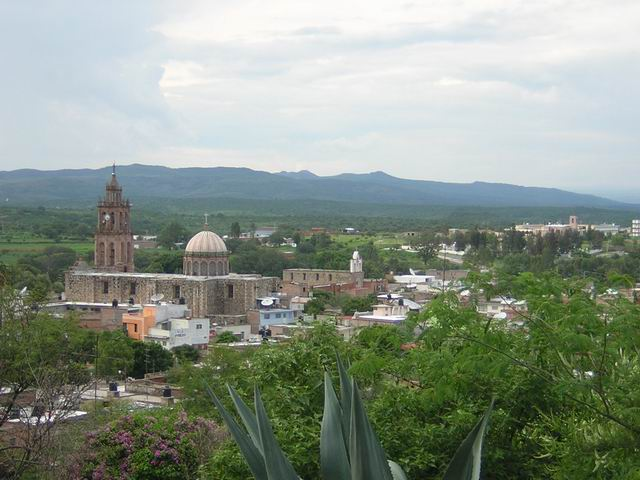
Totatiche

Totatiche är en by i Mexiko, och är belägen i kommunnen Totatiche delstaten Jalisco. 4 217 invånare (2005).